# Fator g de Landé
Na física, o fator g de Landé é um exemplo particular de fator g, ou seja, para um elétron com momento orbital angular e rotação. É nomeado em homenagem a Alfred Landé, que o descreveu pela primeira vez em 1921.
Na física atômica, o fator g de Landé é um termo multiplicativo que aparece na expressão dos níveis de energia de um átomo em um campo magnético fraco. Os estados quânticos dos elétrons nos orbitais atômicos são normalmente degenerados em energia, com todos esses estados degenerados compartilhando o mesmo momento angular. Quando o átomo é colocado em um campo magnético fraco, no entanto, a degeneração é elevada.

## Definição
O fator ocorre durante o cálculo da perturbação de primeira ordem na energia de um átomo quando um campo magnético uniforme fraco (ou seja, fraco em comparação com o campo magnético interno do sistema) é aplicado ao sistema. Formalmente, podemos escrever o fator como,
{\displaystyle g_{J}=g_{L}{\frac {J(J+1)-S(S+1)+L(L+1)}{2J(J+1)}}+g_{S}{\frac {J(J+1)+S(S+1)-L(L+1)}{2J(J+1)}}.}
O orbital {\displaystyle g_{L}} é igual a 1, e sob a aproximação {\displaystyle g_{S}=2}, a expressão acima simplifica para
{\displaystyle g_{J}\approx {\frac {3}{2}}+{\frac {S(S+1)-L(L+1)}{2J(J+1)}}.}
Aqui, J é o momento angular eletrônico total, L é o momento angular orbital e S é o momento angular de rotação. Como S = 1/2 para elétrons, geralmente se vê essa fórmula escrita com 3/4 no lugar de S (S + 1). As quantidades gL e gS são outros fatores g de um elétron.
Se desejarmos conhecer o fator g para um átomo com momento angular atômico total F = I + J (núcleo + elétrons),
{\displaystyle g_{F}=g_{J}{\frac {F(F+1)-I(I+1)+J(J+1)}{2F(F+1)}}+g_{I}{\frac {F(F+1)+I(I+1)-J(J+1)}{2F(F+1)}}}
{\displaystyle \approx g_{J}{\frac {F(F+1)-I(I+1)+J(J+1)}{2F(F+1)}}}
Essa última aproximação é justificada porque {\displaystyle g_{I}} é menor que {\displaystyle g_{J}} pela razão entre a massa de elétrons e a massa de prótons.

## Uma derivação
A derivação a seguir segue basicamente a linha de pensamento em  e.
O momento angular orbital e o momento angular de rotação do elétron, ambos, contribuem para o momento magnético. Em particular, cada um deles contribui sozinho para o momento magnético da seguinte forma
{\displaystyle {\vec {\mu }}_{L}={\vec {L}}g_{L}\mu _{B}}
{\displaystyle {\vec {\mu }}_{S}={\vec {S}}g_{S}\mu _{B}}
{\displaystyle {\vec {\mu }}_{J}={\vec {\mu }}_{L}+{\vec {\mu }}_{S}}
onde
{\displaystyle g_{L}\approx -1}
{\displaystyle g_{S}\approx -2}
Observe que os sinais negativos nas expressões acima são porque um elétron carrega carga negativa e o valor de {\displaystyle g_{S}} pode ser derivado naturalmente da equação de Dirac. O momento magnético total {\displaystyle {\vec {\mu }}_{J}}, como operador vetorial, não se encontra na direção do momento angular total {\displaystyle {\vec {J}}={\vec {L}}+{\vec {S}}}, porque os fatores g para a parte orbital e spin são diferentes. Entretanto, devido ao teorema de Wigner-Eckart, seu valor esperado reside efetivamente na direção de {\displaystyle {\vec {J}}} que pode ser empregado na determinação do fator g de acordo com as regras do acoplamento de momento angular. Em particular, o fator g é definido como uma conseqüência do próprio teorema
{\displaystyle \langle J,J_{z}|{\vec {\mu }}_{J}|J,J'_{z}\rangle =g_{J}\mu _{B}\langle J,J_{z}|{\vec {J}}|J,J'_{z}\rangle }
Portanto,
{\displaystyle \langle J,J_{z}|{\vec {\mu }}_{J}|J,J'_{z}\rangle \cdot \langle J,J'_{z}|{\vec {J}}|J,J_{z}\rangle =g_{J}\mu _{B}\langle J,J_{z}|{\vec {J}}|J,J'_{z}\rangle \cdot \langle J,J'_{z}|{\vec {J}}|J,J_{z}\rangle }
{\displaystyle \sum _{J'_{z}}\langle J,J_{z}|{\vec {\mu }}_{J}|J,J'_{z}\rangle \cdot \langle J,J'_{z}|{\vec {J}}|J,J_{z}\rangle =\sum _{J'_{z}}g_{J}\mu _{B}\langle J,J_{z}|{\vec {J}}|J,J'_{z}\rangle \cdot \langle J,J'_{z}|{\vec {J}}|J,J_{z}\rangle }
{\displaystyle \langle J,J_{z}|{\vec {\mu }}_{J}\cdot {\vec {J}}|J,J_{z}\rangle =g_{J}\mu _{B}\langle J,J_{z}|{\vec {J}}\cdot {\vec {J}}|J,J_{z}\rangle =g_{J}\mu _{B}\quad \hbar ^{2}J(J+1)}
Tem-se
{\displaystyle g_{J}\langle J,J_{z}|{\vec {J}}\cdot {\vec {J}}|J,J_{z}\rangle =\langle J,J_{z}|g_{L}{{\vec {L}}\cdot {\vec {J}}}+g_{S}{{\vec {S}}\cdot {\vec {J}}}|J,J_{z}\rangle }
{\displaystyle =\langle J,J_{z}|g_{L}{({\vec {L}}^{2}+{\frac {1}{2}}({\vec {J}}^{2}-{\vec {L}}^{2}-{\vec {S}}^{2}))}+g_{S}{({\vec {S}}^{2}+{\frac {1}{2}}({\vec {J}}^{2}-{\vec {L}}^{2}-{\vec {S}}^{2}))}|J,J_{z}\rangle }
{\displaystyle ={\frac {g_{L}\hbar ^{2}}{2}}(J(J+1)+L(L+1)-S(S+1))+{\frac {g_{S}\hbar ^{2}}{2}}(J(J+1)-L(L+1)+S(S+1))}
{\displaystyle g_{J}=g_{L}{\frac {J(J+1)+L(L+1)-S(S+1)}{2J(J+1)}}+g_{S}{\frac {J(J+1)-L(L+1)+S(S+1)}{2J(J+1)}}}